# Obiphora rectella
Obiphora rectella är en insektsart som beskrevs av Matsumura 1942. Obiphora rectella ingår i släktet Obiphora och familjen spottstritar. Inga underarter finns listade i Catalogue of Life.